# Syrisk-maronitiska kyrkan
Maronitiska kyrkan (syrianska: ܥܕܬܐ ܣܘܪܝܝܬܐ ܡܪܘܢܝܬܐ ܕܐܢܛܝܘܟܝܐ ʿīṯo suryaiṯo māronaiṯo d'anṭiokia) är en östlig katolsk självbestämmande delkyrka i Libanon som står i full kyrkogemenskap med den romersk-katolska kyrkan under påvens ledning. Den utgör den största kristna gruppen i Libanon. Deras överhuvud bär titeln Patriark av Antiokia. Kyrkan uppstod ur en rörelse kring den helige Marons kloster i Syrien.

## Historia
Maronitiska kyrkan grundades av den helige Maron på 400-talet e.Kr. Maron bodde i staden Antiokia i nuvarande Turkiet men lämnade staden för att leva ett asketiskt liv i bergen. Maron dog omkring år 410 e.Kr. Flera munkar hade anslutit sig till honom och många människor följde hans sätt att leva. För att hedra hans död uppförde de ett kloster. Med tiden började munkarna undervisa människorna i området om det kristna livet. Så småningom fick de fler anhängare och de kallade sig "maroniter". Maroniterna bosatte sig i de skyddande Libanonbergen. Befolkningen i området var till viss del kristna, men maroniterna undervisade fler och fler, och lärde folket om den kristna tron.
Under 600-talet började det arabiska styret att dominera området. De kristna maroniterna blev allt mer isolerade i Libanonbergen. Fram till slutet av 600-talet levde maroniterna under patriarken i Konstantinopel. År 687, när kontakten med omvärlden blev svårare i och med arabernas erövring, så utnämnde den maronitiska kyrkan sin första egna patriark, S:t Johannes-Maron. Under en mellantid erkände den maronitiska kyrkan inte Tredje konciliet i Konstantinopel som tillbakavisade monoteletismen, men när korsfararna kom till Libanon på slutet av 1000-talet ingick maroniterna ett förbund med dem, och det var så deras kyrka 1182 kom att förenas med den romersk-katolska kyrkan. Sedan högmedeltiden är maronitkyrkan inte monoteletisk på något sätt.
Genom århundradena har maroniterna haft tider av välgång, men också levt under oroligheter. Araber, mamluker och turkar är några av de erövrare som tvingat maroniterna att leva undangömt och att kämpa för sin tro. Genom tiderna har Libanonbergen varit deras fristad, där de under de svåraste perioderna levde i egenbyggda grottor i bergen, gömda undan stridigheter.

## Kyrkans organisation
Den maronitiska kyrkan leds av en patriark (Antiochenus maronitarum). Kyrkans nuvarande patriark (sedan 2011) heter Bechara Boutros al-Rahi. Patriarkatet har sitt säte i Bkerke, norr om den libanesiska huvudstaden Beirut. Maronitiska kyrkan har 26 stift både i Libanon och i andra länder, bland andra Syrien, Egypten, Cypern, Australien, USA, Brasilien och Kanada – länder dit många maroniter emigrerat och bosatt sig.
Maronitiska kyrkan har sex ärkebiskopar och två biskopar, som tillsammans väljer patriarken; denne får investitur av påven i Rom. Prästerna i den maronitiska kyrkan är mestadels inte gifta, men kan vara gifta när de blir präster. Klostren lever mest efter den helige Antonius regel.

## Kyrkans identitet
Den maronitiska kyrkan är ursprungligen en syrisk-antokensk kyrka med rötter i aposteln Petrus lära. Dess liturgiska språk är traditionellt syriska, men det arabiska språket har fått en större roll i kyrkans liv med tiden. Den maronitiska kyrkan är en chalkedoniansk kyrka. Det innebär tron Kristus som både gudomlig och mänsklig. Dessa två naturer, den gudomliga och mänskliga, är likvärdigt förenade men deras egenskaper är bevarade och kommer samman i en och samma person: Jesus Kristus. Denna bekännelse har sitt ursprung i konciliet i Chalkedon - det fjärde ekumeniska mötet som hölls år 451 i staden Chalkedon i nuvarande Turkiet. Den maronitiska kyrkan kännetecknas av att vara en monastisk kyrka, en kyrka där klosterliv är av stor betydelse. Det asketiska, enkla livet är också ett kännetecken för den maronitiska identiteten. Den maronitiska kyrkan har full enhet och sakramentsgemenskap med den romersk-katolska kyrkan och påven i Rom. Samtidigt med denna nära gemenskap har den maronitiska kyrkan kvar sin unika liturgi, sina ritualer och organisation. I och med sin österländska identitet och sin gemenskap med den romersk-katolska kyrkan har den maronitiska kyrkan en viktig ekumenisk roll i området.
Till skillnad från andra kristna grupper i Libanon, som anser sig vara araber, brukar maroniterna räkna sig som ättlingar till antingen ett folkslag, som de kallar marditerna eller marderna (vars ursprung och till och med existens dock är omtvistat), eller till de antika fenicierna. Enligt den senare teorin skulle maroniterna vara Libanons ursprungsbefolkning, och då skulle de övriga libaneserna sålunda vara "inkräktare". Maroniterna har också varit misstänksamma mot den omgivande arabiska kulturen, då främst mot de muslimska grupperna, men även mot andra kristna, som har varit mer arabiskt sinnade än de. Maroniterna har även, till skillnad från andra libaneser, ofta stött israelerna hellre än palestinierna i Israel-Palestina-konflikten. Ända sedan korstågens tid, då de ingick ett förbund med korsfararna från Europa och fick särskilda privilegier av dem, så har maroniterna i stället vänt sig till västvärlden betydligt mer än vad övriga libaneser har gjort. År 1535 gjorde den franske kungen Frans I maroniterna till sina skyddslingar, och ända sedan dess har de särskilt beundrat Frankrike och den franska kulturen (maroniter har till och med ofta franska förnamn). Detta blev än mer tydligt mellan 1920 och 1943, då Libanon var ett franskt mandat och maroniterna åter igen hade särskilda privilegier.
År 1521 kallade påven Leo X maroniterna för "rosor bland törnen". Och på grund av den inte ovanliga tron att de övriga libaneserna är inkräktare i deras land, och att de under två olika perioder har varit en europeisk kolonialmakts skyddslingar, så har också maroniterna också ofta sett sig själva som den mest framstående av Libanons alla folkgrupper. Och detta har bidragit till de konflikter, som de ofta har haft med sina mer arabiskt sinnade landsmän (åter igen främst muslimer, men även andra kristna), vilka i sina tur bidrog till det sexton år långa inbördeskriget i Libanon mellan 1975 och 1991.
Den maronitiska kyrkans identitet har gått från en lokal kyrka knuten till Antiokia, till en kyrka i Libanon och Mellanöstern och vidare till en kyrka med medlemmar över hela världen. Många maronitiska libaneser, särskilt under 1900-talet, har emigrerat och bosatt sig i olika delar av världen. Maroniterna har genom tiderna levt som en del av de samhällen där de befinner sig, men samtidigt kunnat hålla sin identitet och sin tro levande.